# Viol de guerre

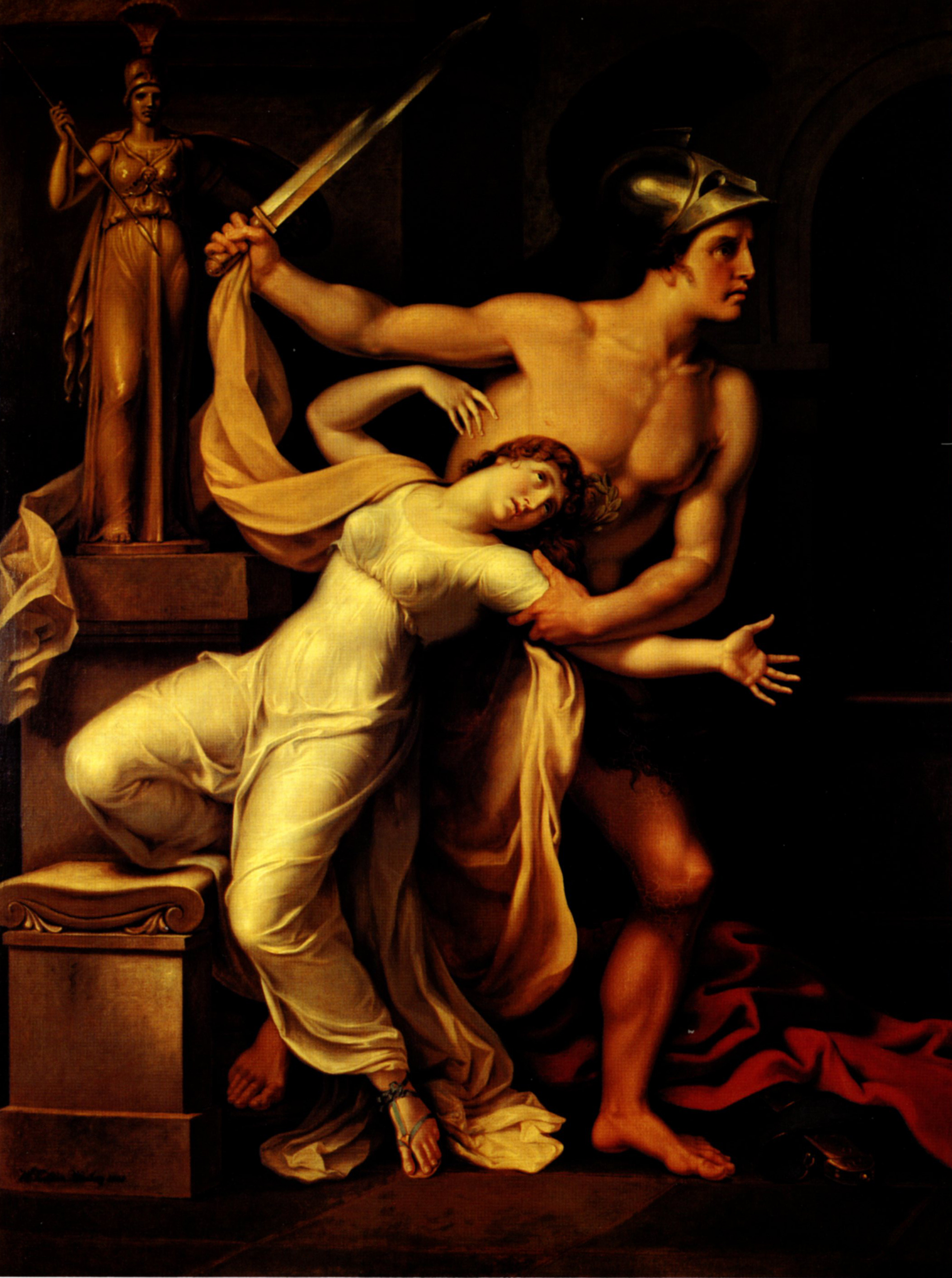
Viol de Cassandre par Ajax au moment de la chute de Troie.

Le viol de guerre englobe les actes de viol, d'agression sexuelle, de prostitution forcée et d'esclavage sexuel commis dans un contexte de guerre ou de conflit. Le terme exclut les faits de harcèlement sexuel, d'agression sexuelle et de viol internes aux armées, faisant partie des traumatismes militaires sexuels (en).
On parle de viol comme arme de guerre ou comme méthode de guerre lorsqu’il est planifié par une autorité politico-militaire et utilisé de manière stratégique par une des parties d’un conflit pour humilier, affaiblir, assujettir, chasser ou détruire l’autre. Il s’agit généralement des viols de masse (perpétrés sur de nombreuses victimes), multiples (une victime est agressée à plusieurs reprises) et collectifs (la victime est agressée par plusieurs assaillants), fréquemment commis en public, accompagnés le plus souvent de brutalités et de coups.

## Quantification du phénomène
Pour Raphaëlle Branche, toute quantification précise des viols de guerre est impossible, en raison d'une part de « la capacité qu'ont les sociétés à les voir », capacité qui coïncide en temps de paix avec une sous-déclaration des violences sexuelles, et d'autre part à cause d'une invisibilité organisée par les auteurs, qui détiennent fréquemment en temps de guerre l'appareil policier et judiciaire. Les viols de guerre sont ainsi qualifiés de tabous,.
Les femmes restent très majoritairement les premières victimes des violences sexuelles. La mention plus fréquente de viols d'hommes témoigne selon Raphaëlle Branche d'une meilleure prise de conscience des crimes sexuels, de mieux en mieux distingués des autres violences de guerre au cours des années 1990.
Elisabeth Wood, dans une tribune d'analyse publiée par Al Jazeera, indique que le phénomène du viol de guerre, s'il est répandu, ne doit pas être considéré comme une conséquence systématique de la guerre et des conflits armés. Soulignant une étude du centre de Recherche de la Guerre Civile dépendant de l'Institut de Recherche sur la Paix, elle indique que 64 % des groupes armés ayant participé à 48 conflits en Afrique de 1989 à 2009, n'étaient pas impliqués dans des affaires de viols massifs et ajoute à cela que 40 % des conflits ne voient qu'un seul des camps prendre part à des viols de moyenne à grande ampleur. Les groupes rebelles auraient plus de propension à maîtriser leurs troupes et juguler les agressions et viols commis envers les civils que les forces armées régulières. Selon Wood, ceci indique que les viols de guerre peuvent être évités. Pour Raphaëlle Branche également, le viol n'est pas un invariant du conflit.

## Qualification du viol de guerre

### Définition
La définition juridique, la visibilité et la perception du viol de guerre ont évolué. Si les viols commis en temps de guerre ont d'abord été rattachés aux « crimes contre l'honneur » — cette qualification mettait en avant les communautés nationales, plutôt que les victimes elles-mêmes — ils sont progressivement reconnus comme « une violence spécifiquement faite à des personnes ». Cependant, les viols de guerre dépassent le cadre de la relation interpersonnelle, et portent en eux une dimension collective, « parce que les logiques à l'œuvre les rattachent à la guerre et pas seulement à la domination patriarcale ». Au-delà de la victime, c'est également l'ensemble de sa communauté que le viol cherche à atteindre.

### Droit de la guerre
Le viol est interdit dans l'ensemble des codes de la guerre : le Lieber Code américain de 1863 le punit de mort, et les conventions de Genève le proscrivent, en usant d'euphémismes, dès 1929.

### Pénalisation
Le Tribunal pénal international pour l'ex-Yougoslavie en 1993, puis le Tribunal pénal international pour le Rwanda en 1994 incluent les violences sexuelles dans leur domaine de compétence. Ce dernier fait également des viols une composante du crime de génocide. La Cour pénale internationale suit la même logique en considérant les crimes sexuels commis en temps de guerre comme crimes de guerre, crimes contre l'humanité, et également comme crimes de génocide lorsque « des violences sexuelles sont commises avec l'intention de détruire tout ou partie d'un groupe national, ethnique, racial ou religieux ».
À la suite de l'adoption de la résolution 1820, le 19 juin 2008, par le Conseil de sécurité des Nations unies, le viol a été qualifié de crime de guerre, crime contre l'humanité et crime constitutif du crime de génocide.
Raphaëlle Branche estime que « sauf exception, les institutions pénales ne jugeant que des individus, elles peinent à rendre compte des logiques collectives, qui seules peuvent expliquer le caractère massif des violences sexuelles et de les considérer comme des armes de guerre ».

## Le viol comme arme
D'après la sociologue Sandrine Ricci, les violences sexuelles à l'encontre des femmes prennent différentes formes mais peuvent être résumées par la typologie générale suivante :
- Le viol biologique au service du nettoyage ethnique et du génocide, dont le but est de détruire matériellement et culturellement le groupe visé par l'intermédiaire des femmes. Cela inclut la destruction des fœtus et des organes reproducteurs, l'insémination forcée pour renouveler la "race" (sociologiquement construite) ou encore la transmission délibérée de maladies transmises sexuellement comme le VIH
- La violence sexuelle comme arme de terreur et d'humiliation : les violences sexuelles servent à détruire une collectivité en tout ou en partie ou de la dominer, politiquement ou économiquement. Le défilement de femmes nues, les pratiques sadiques, la sexuelle incestueuse, où des parents et des enfants sont forcés d'avoir des relations sexuelles en sont des exemples
- Le viol ou la menace de viol pour faire fuir les populations
- Le viol-butin ou viol-récompense
- Les violences sexuelles comme monnaie d'échange, où les femmes sont forcées de céder à des relations sexuelles pour survivre, en échange de nourriture, d'un abri ou de "protection"

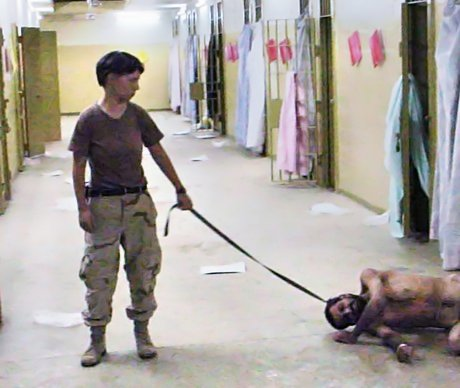
Lynndie England tient un prisonnier irakien en laisse, dans la prison d'Abou Ghraib.

### Violence de groupe
Les violences sexuelles connaissent un développement important dans les espaces de détention — camps d'internement, de prisonniers ou de réfugiés — car les auteurs peuvent estimer qu'ils bénéficient d'une forme d'impunité, et aussi parce que l'architecture et le quotidien du camp rendent visible l'inégalité des forces entre le puissant et le faible. Cette criminalité des lieux clos s'explique cependant surtout par le fait que « les violences sexuelles sont, sauf exception, des violences accomplies en groupe ». Le crime sexuel joue alors le rôle de crime initiatique, qui souderait le groupe combattant, y compris s'il comprend des femmes, comme les soldats de la coalition humiliant les détenus irakiens dans la prison d'Abu Ghraib, ou les femmes du Revolutionary United Front de Sierra Leone dans les années 1990.
Une étude de Dana Ray Cohen publiée dans l'American Political Science Review en 2013 indique que la pratique du viol par les groupes armés dépendrait principalement de leur recrutement, le viol étant utilisé comme moyen de créer une cohésion interne, notamment lorsque le recrutement a été contraint.

### Rôle de la hiérarchie militaire

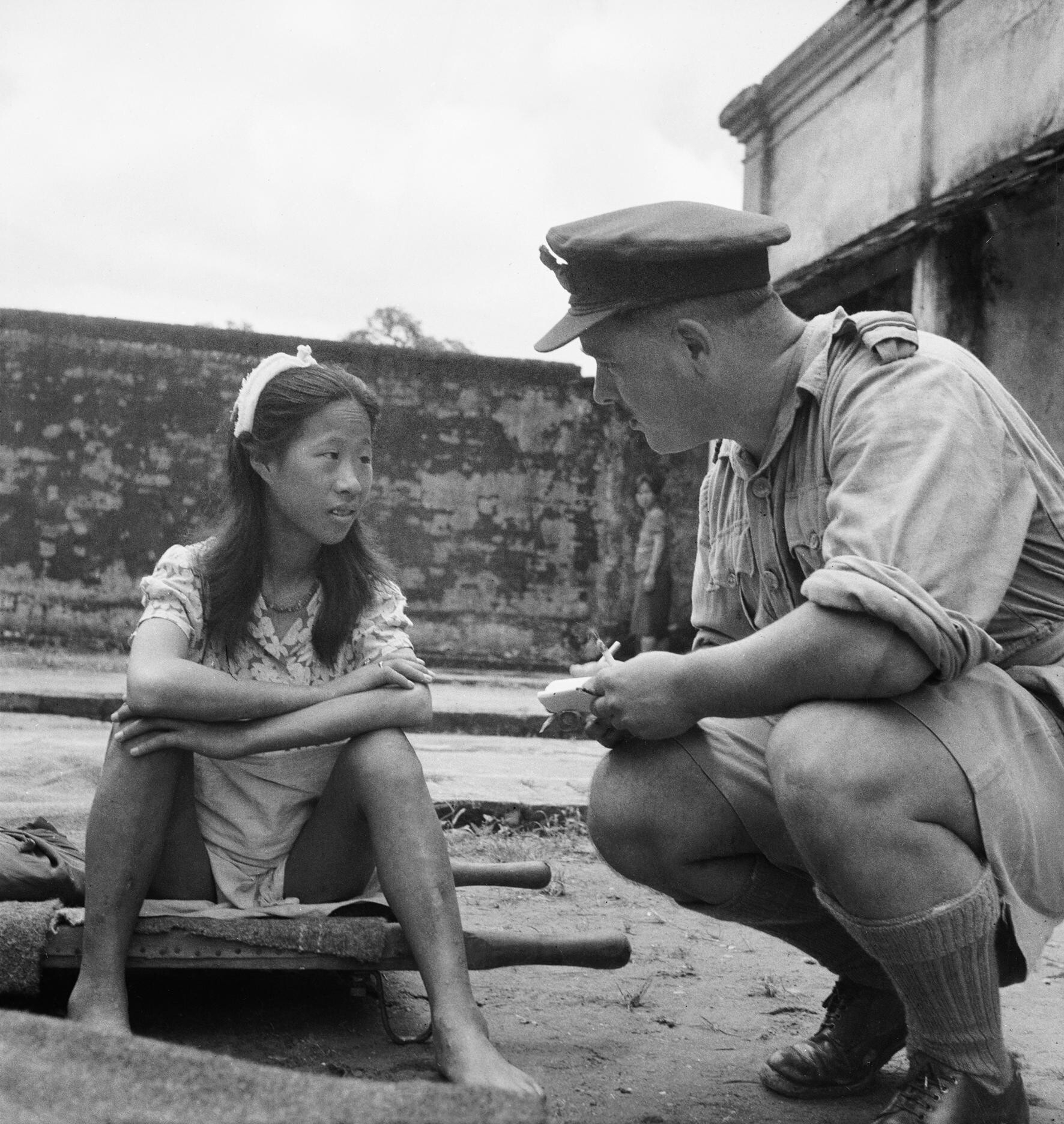
Jeune fille chinoise libérée d'un camp pour « femmes de réconfort », Rangoon, 1948, Imperial War Museum.

Cette violence de groupe dépend de la capacité — et de la volonté — que met la hiérarchie militaire à les contrôler. Ainsi, les troupes américaines débarquant en Normandie sont poursuivies par la justice militaire américaine qui se saisit de plus de 150 cas de viol, et privilégie les exécutions publiques, tout en condamnant de façon bien plus nette les soldats noirs que les blancs. En revanche, les mêmes troupes arrivées en Allemagne trouvent une bien plus grande clémence de la part de leur commandement. Le même comportement différencié s'observe pour les troupes françaises débarquées en Italie, qui commettent alors des viols massifs, puis très peu de violences sexuelles en France en 1944, avant de passer le Rhin et de perpétrer de nouveaux crimes sexuels.
La hiérarchie militaire peut organiser et mêler violences et sexualité des troupes, qu'elle la considère comme un instrument du moral des combattants, comme un éventuel danger pour leur santé, voire comme un instrument militaire en soi. La mise en place d'un système d'esclavage sexuel à grande échelle, comme celui des femmes de réconfort organisé par l'armée japonaise pendant la Seconde Guerre mondiale a fait plus de 200 000 victimes. Le commandement de l'Armée rouge exhorte en 1945 ses troupes à se venger : 50 000 femmes sont victimes de viols à Budapest en février 1945, plus de 125 000 à Berlin.

### Publicité du viol

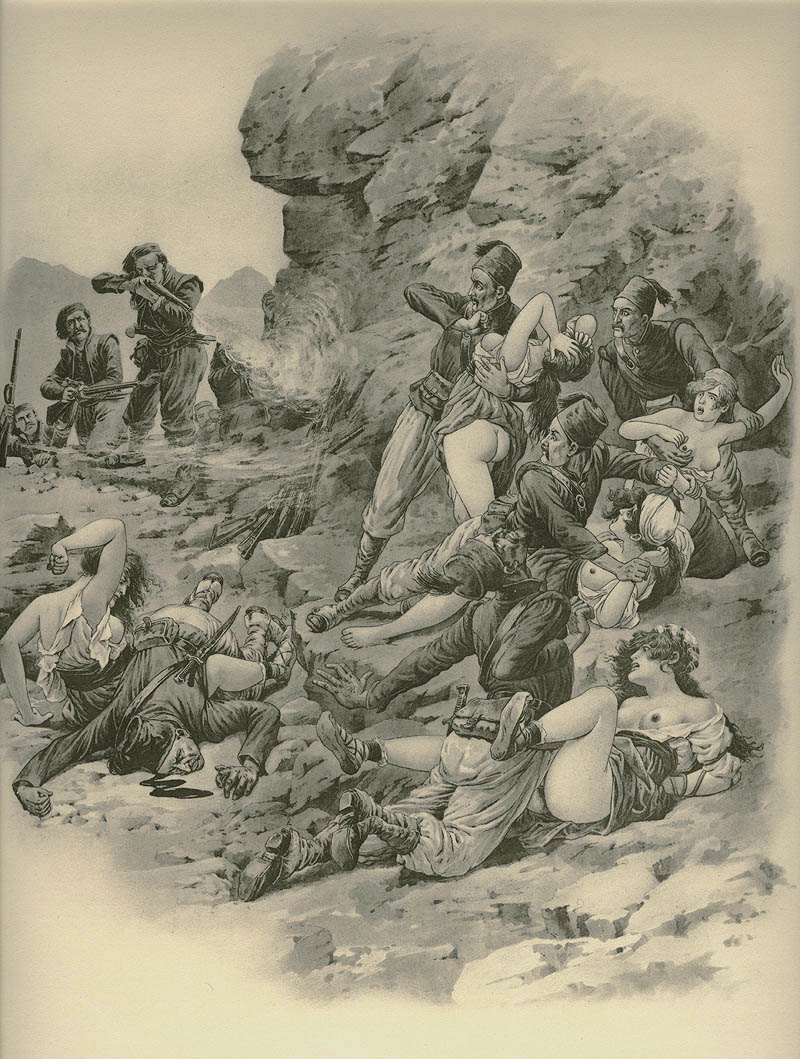
L'Illustrateur autrichien Gottfried Sieben publie en 1909 une série de lithographies, Atrocités des Balkans, associant l'armée ottomane à une série de viols.

Le fait de rendre le crime sexuel public, par l'image ou la photographie, peut poursuivre une double finalité. De la part des auteurs, il prépare le crime en annonçant aux populations ce qu'elles vont endurer. Ainsi, lors de la guerre civile espagnole, les soldats marocains des troupes franquistes sont précédés du récit de violences destinées aux femmes du camp républicain. La menace du viol est secondée par un imaginaire colonial associant les troupes nord-africaines à l'idée d'une cruauté particulière. L'enregistrement des crimes, comme en 2003 en Irak, redouble la violence qui devient menace de reproduction et de diffusion publique.
D'un autre côté, l'association de l'ennemi aux violences sexuelles permet de le discréditer et de l'associer à la barbarie.

### Stigmatisation des victimes
Le stigmate social qu'est le viol dans la plupart des sociétés rend le viol de guerre d'autant plus destructeur. L'ostracisme de la victime est fréquent, celui-ci coïncidant fréquemment avec la contraction d'une maladie sexuellement transmissible ou avec une grossesse. Fréquemment, le sentiment d'impunité des criminels s'articule avec la honte et la culpabilité des victimes. Dans la paix qui suit le conflit, l'oubli est souvent le moyen de dissimuler que les viols ont témoigné de l'incapacité des hommes d'un groupe à défendre leurs femmes.
Dans certains cas, l'accès à l'avortement est facilité, ou l'abandon des enfants est favorisé, ce qui se traduit par une hausse des propositions d'adoption à l'international, comme au Bangladesh après 1971.
En Libye alors que la révolution s'est déjà achevée, de nombreuses victimes sont ainsi persécutées. Dans ce pays, le crime du viol est considéré comme pire que la mort et produit une honte qui entache famille et tribu : l'omerta prime donc. Des femmes violées sont poussées au suicide ou sont assassinées lorsque le viol est découvert.

### Prolongation des conflits
Une autre conséquence des viols massifs durant les conflits est la perpétuation des rancœurs et leur approfondissement. À la suite des viols ayant eu lieu en 2013 en Libye durant la révolution, certaines villes sont soupçonnées d'héberger des violeurs, provoquant des rivalités et des haines tenaces se prolongeant après la fin du conflit entre ces villes, notamment Misrata et Tawarga.

### Grossesses imposées
Des jeunes femmes sont violées de façon répétée jusqu’à ce qu’elles soient enceintes. Elles sont maintenues en captivité jusqu’à un terme avancé de la gestation et sont relâchées lorsqu’un avortement ne peut plus être pratiqué. Dans certains cas, il s’agit d’une stratégie visant délibérément à corrompre les liens communautaires en forçant les femmes à donner naissance à un enfant porteur de l’identité culturelle des bourreaux (comme ce fut le cas en ex-Yougoslavie). Dans d’autres cas, il s’agit d’une manœuvre de l’adversaire pour s’implanter dans une région en créant un métissage entre population locale et groupe d’occupation (par exemple, en République Démocratique du Congo).
En 2016, pour la première fois, la Cour pénale internationale juge le cas d'un individu poursuivi pour « grossesse forcée » consécutive à des viols : Dominic Ongwen, commandant de la brigade Sinia au sein de l’Armée de résistance du seigneur,.

## Histoire

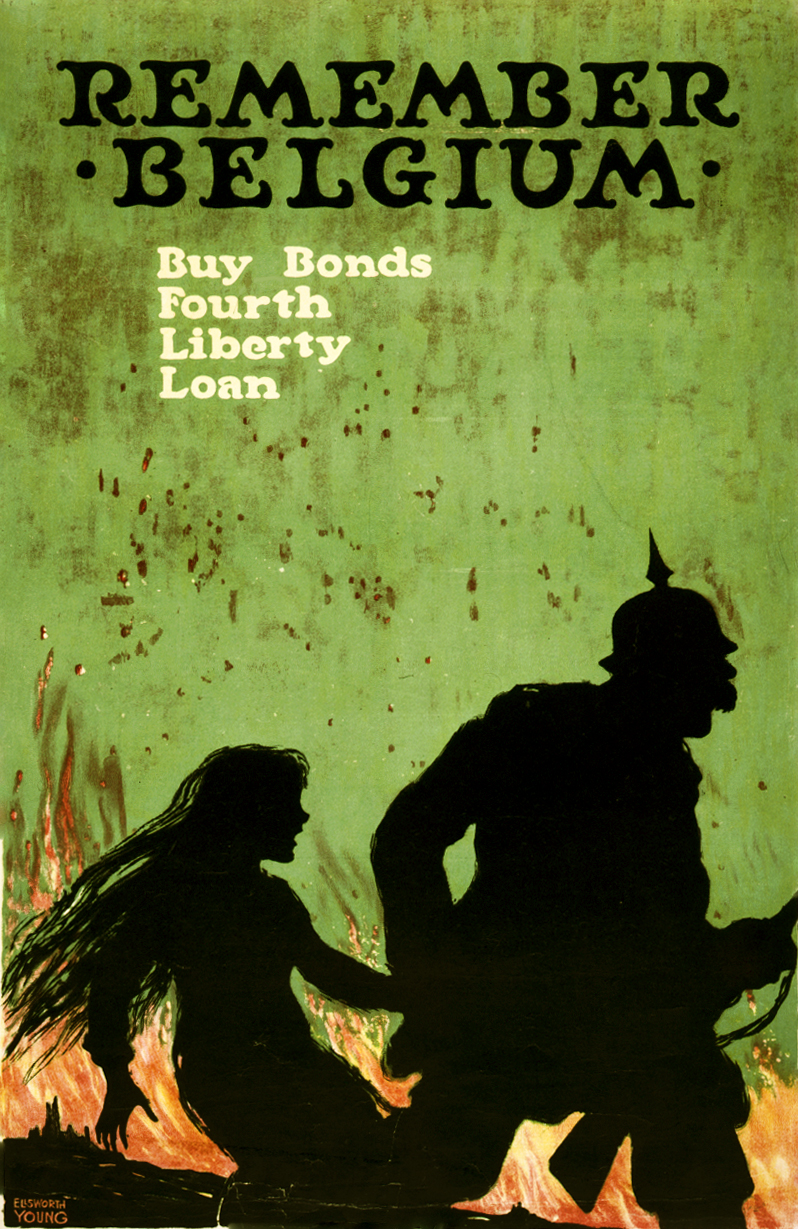
Affiche de propagande de la Première Guerre mondiale.

### Époque moderne
Loin des clichés de la guerre en dentelles, les viols sont courants dans les guerres du XVIIe siècle, siècle de fer en Europe. La guerre de Trente Ans expose bien des communautés paysannes aux violences des troupes, notamment mercenaires, qui ravagent l'Europe centrale : plusieurs eaux-fortes des Petites Misères de la guerre et des Grandes Misères de la Guerre, séries d'estampes de Jacques Callot montrant les méfaits d'une bande de soldats à travers la Lorraine en guerre, donnent à voir le sort particulier des femmes. Ces violences ne s'arrêtent toutefois pas là, restant courantes pendant la guerre de Hollande ou la guerre de Succession d'Espagne. Plus particulièrement, les brutalités des gens de guerre logés chez les huguenots pour les convertir de force au catholicisme pendant les dragonnades incluent des viols qui, en dépit des interdits, ne valent guère d'ennuis à leurs auteurs.

### Première Guerre mondiale
Le viol subi par les femmes lors de l'invasion allemande de la Belgique est utilisé par les Alliés comme argument pour mobiliser l'opinion publique et les combattants. Cependant, « il ne s'agit pas d'écouter les victimes ou de donner à entendre leurs témoignages, mais d'accuser l'ennemi ». Les récits de viols permettent de rendre plus intolérable la profanation de la neutralité belge, et d'assimiler l'ennemi à la figure du barbare.

### Guerre d'Espagne

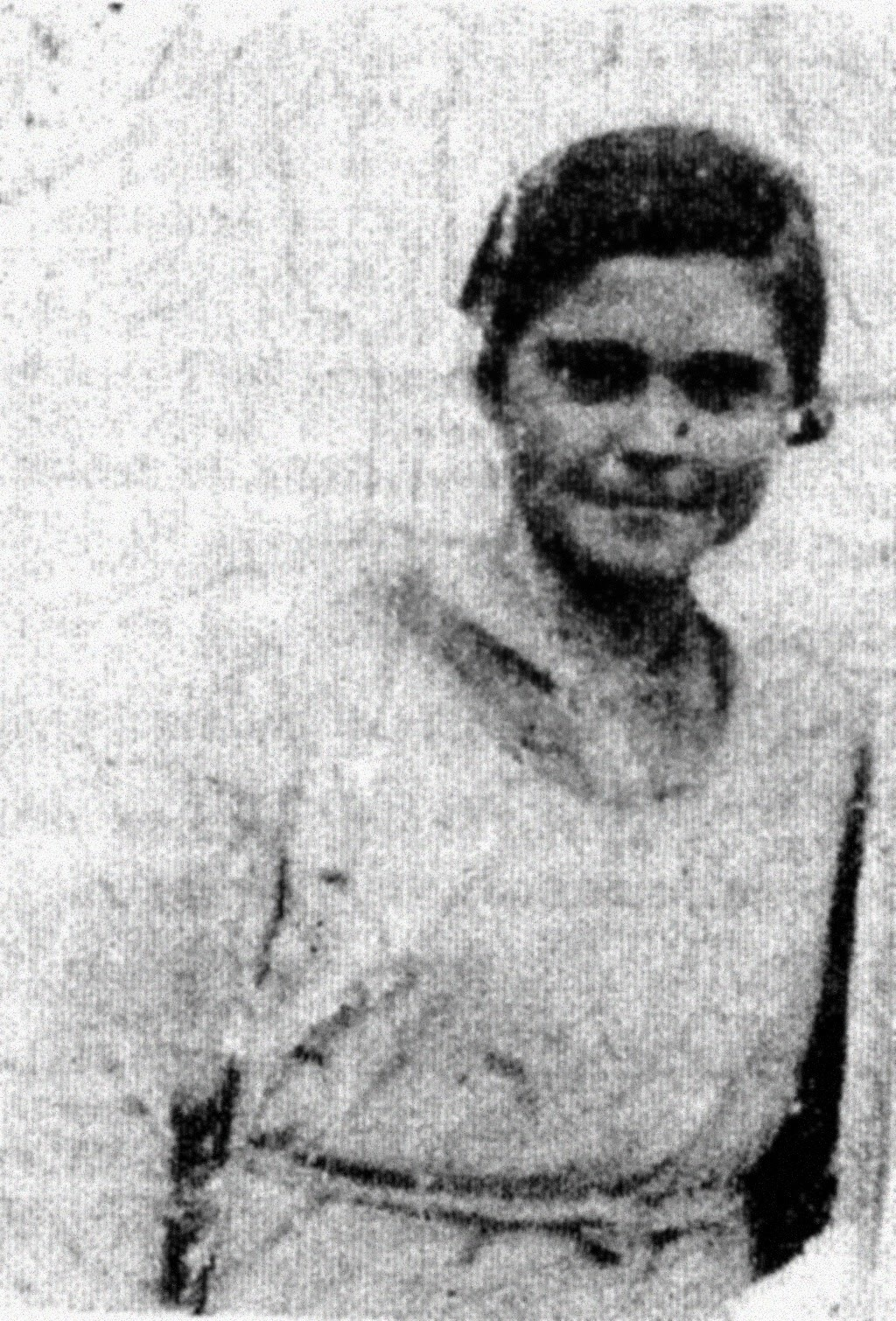
L'adolescente Maravillas Lamberto, violée et assassinée par les nationalistes en 1936 pendant la guerre d'Espagne.

L'adolescente Maravillas Lamberto, violée et assassinée en 1936 au début de la guerre d'Espagne par les nationalistes espagnols, à l'âge de 14 ans sous les yeux de son père républicain, est l'un des symboles de la Terreur blanche et de la barbarie franquiste.

### Seconde Guerre mondiale
L'ouvrage Une femme à Berlin est un témoignage publié d'abord de façon anonyme par Marta Hillers sur les viols commis pendant l'occupation de Berlin durant la seconde guerre.

### Guerre d'Indochine
La guerre d'Indochine a été le théâtre de nombreux viols commis par des soldats français, et dont on trouve le récit dans les écrits d'anciens militaires ayant pris part à la guerre comme Albert Spaggiari. On rapporte le cas de femmes fabriquant de la teinture rouge dans le but de salir leur pantalon et de faire croire qu'elles avaient leurs règles pour éviter les agressions.

### Guerre d'Algérie
Il existe deux types de viols, commis par les Français, pendant la guerre d'Algérie. D’une part, ceux effectués dans les centres de détentions et d’interrogatoires répartis à travers l'Algérie et d'autre part ceux commis lors d’expéditions des militaires dans les villages .
Djamila Boupacha, militante du Front de libération nationale (Algérie) est arrêtée, torturée et violée par des militaires français après avoir déposé une bombe à Alger en 1959. Soutenue par Gisèle Halimi, Simone de Beauvoir et Pablo Picasso, elle est condamnée à mort, puis amnistiée dans le cadre des Accords d'Évian. L'État algérien en fait une icône de la guerre de libération algérienne. Cependant, de nombreux viols sont rendus invisibles, et Louisette Ighilahriz qui témoigne plus tardivement subit des reproches de ses anciens frères d'armes, en raison même de son témoignage,.

### Guerre de libération du Bangladesh
Lors de la guerre de libération du Bangladesh qui oppose le Pakistan oriental et le Pakistan occidental en 1971, 200 000 femmes sont violées par les troupes du Pakistan oriental, qui justifie une politique de « purification » des populations occidentales. Le Bangladesh nouvellement créé fait en 1972 de l'ensemble des victimes, dans un but nationaliste, des « héroïnes de guerre ».

### Conflit en ex-Yougoslavie
Lors des guerres de Yougoslavie, entre 1991 et 2001, le viol est massivement utilisé dans le cadre d'une politique de nettoyage ethnique. Pour les forces serbes en particulier, une vision simpliste des liens généalogiques signifie qu'une femme bosniaque victime d'un viol commis par un serbe mettra au monde des enfants serbes. Ce viol ajoute aux traumatismes l'atteinte à la reproduction, à la communauté : « des enfants naîtront qui pourront être considérés comme serbes et venir peser dans le rapport des forces démographiques […]. Viols et purification ethnique avancent ensemble », ce qui fait de ces crimes une arme de guerre au sens propre. Certains lieux de détention où les prisonnières sont réduites en esclavage sexuel sont surnommés les « camps de viol ».

### Libye
Durant la révolution libyenne de 2011, des viols de masse sont perpétrés notamment par les armées et les affidés du régime de Mouammar Kadhafi, le 25 février 2011, et à d'autres dates. En réaction à des manifestations de femmes victimes de ces exactions, le gouvernement libyen élabore en juin 2013 un projet de loi accordant un statut de victime de guerre aux femmes violées durant la révolution. Ce texte, pionnier dans le monde, a une naissance difficile : retardé à cause de la situation instable du pays, des réticences du parlement à aborder le sujet tabou, le décret est finalement adopté le 19 février 2014.
Le décret accorde, outre un dédommagement sous forme de pension, des facilités d'accès aux soins, aux études en Libye ou à l'étranger, aux emplois du service public et de prêts ainsi qu'une aide juridique pour la poursuite des agresseurs. Bien qu'une fatwa du mufti Sadek al-Ghariani ait été lancée exceptionnellement pour autoriser l'avortement pour les femmes violées durant la révolution, de nombreux enfants naissent des suites des viols massifs. Le décret permet de protéger ces enfants et de faciliter leur adoption.

### Irak
Durant les offensives de Daech des femmes yezidies sont enlevées et vouées à être livrées comme esclaves sexuelles aux soldats de l’État Islamique. Nadia Murad obtient le prix Nobel de la Paix après la publication de son livre Pour que je sois la dernière,,,.

### Génocide des Tutsi
Pendant le génocide des Tutsi, plus de 500 000 femmes Tutsi furent victimes de violences sexuelles et de viols en trois mois. Ces violences sexuelles sont systématiques et stratégiques et sont la conséquence de la diabolisation et la sexualisation des femmes Tutsi.

### République démocratique du Congo
La République démocratique du Congo, secouée par des guerres à la fin du XXe siècle, est depuis fragilisée par l'insécurité et les heurts et conflits entre le gouvernement et des groupes rebelles ; une partie de la population en subit les conséquences tragiques. En 2011, une estimation porte à 400 000 le nombre de viols dans le pays. Une survivante de l'attaque d'un village par des soldats non identifiés a raconté en 2007 le meurtre du chef, des viols collectifs, le cannibalisme forcé d'un fœtus arraché à sa mère éventrée et des assassinats d'enfants : ces viols et atrocités, qui détruisent les familles d'une petite communauté, s'apparentent à des actes génocidaires.
En 2018, le médecin congolais Denis Mukwege reçoit le prix Nobel de la paix pour son action en faveur des victimes de viols de guerre dans la région du lac Kivu. En 2019 il crée avec Nadia Murad un Fonds mondial pour les survivantes à Genève.

### Ukraine
Céline Bardet dénonce les risques de viol par les troupes russes sur des femmes ukrainiennes lors de l'invasion de 2022.
Le groupe Wagner, société militaire privée au service de la Russie, semble prendre largement sa part dans ces violences.

## Historiographie
Les violences sexuelles dans le cadre des conflits contemporains ont souvent été étudiées par des auteurs spécialistes de science politique, du droit international, ou par des auteurs d'études féministes. Cynthia Enloe a ainsi travaillé sur le genre et l'institution militaire ; Elisabeth Jean Wood a proposé une réflexion sur les viols pendant les conflits.
Les historiens ont consacré plus d'attention à des événements comme les violences sexuelles commises par l'armée japonaise à Nankin (Iris Chang, Jean-Louis Margolin), les viols commis par l'Armée rouge en 1945 (Norman Naimark, Atina Grossmann). Alan Kramer et John Horne ont étudié les viols commis par les Allemands lors de la Première Guerre mondiale, Stéphane Audouin-Rouzeau consacrant lui un ouvrage à la manière dont les femmes françaises ont été considérées dans leur propre pays.
Le cas des troupes alliées en Italie et en France a été étudié pour le premier par Tommaso Baris et Julie Le Gac, pour le second par le criminologue J. Robert Lilly, puis par Alice Kaplan, et enfin Mary Louise Roberts.
Sur les conséquences sociales des violences sexuelles, qui restent moins étudiées, l'anthropologue Nayanika Mookherjee a étudié la guerre d'indépendance du Bangladesh, Fabrice Virgili s'est intéressé aux femmes tondues à la Libération de la France, et Yuki Tanaka aux femmes de réconfort. Raphaëlle Branche a éclairé le cas des violences sexuelles commises pendant la guerre d'Algérie par les militaires français.
L’ONG, We Are Not Weapons of War (Nous ne sommes pas des armes de guerre), travaille à prévenir les viols de guerre et les viols pendant les guerres,.